# The Green Village

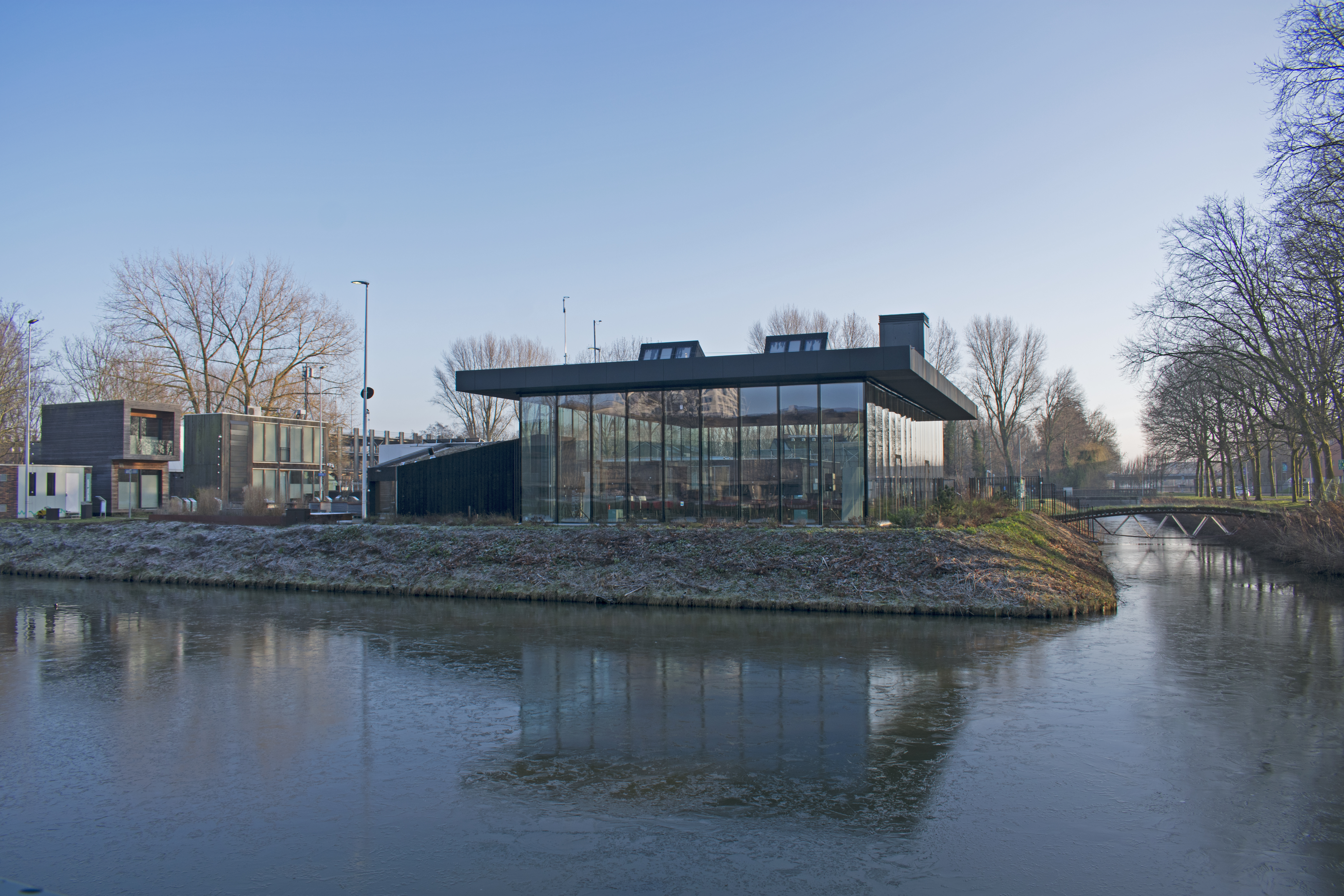
The Green Village gezien vanaf de noordzijde (2023)

The Green Village is een openluchtlaboratorium waar wordt geëxperimenteerd met duurzame innovaties en technieken voor de gebouwde omgeving. Het terrein bevindt zich op de campus van de TU Delft en onderscheidt zich van reguliere locaties door zijn regelluwe karakter. Dat geeft ruimte aan onderwijsinstellingen, overheden en ondernemingen om ontwerpen te testen. De experimenten zijn vooral gericht op duurzaam bouwen en renoveren, een toekomstig energiesysteem en de klimaatadaptieve stad.
Het van oorsprong duurzame zeecontainerdorp bestaat al sinds 2012, als initiatief van hoogleraar en ondernemer Ad van Wijk en is gebouwd op de locatie van het afgebrande Faculteitsgebouw Bouwkunde. Het terrein is aangewezen als experiment in het kader van de Crisis- en herstelwet. Wel gelden de bepalingen uit het Bouwbesluit 2012 met betrekking tot constructie- en brandveiligheid en is vastgelegd wat de maximale impact op de omgeving mag zijn.
Op het terrein staat een aantal bewoonde proefwoningen, maar ook wordt getest in de openbare ruimte met parkeerplaatsen, verschillende soorten wegdek en beplanting. Zo wordt er geëxperimenteerd met hittebestendig wonen, is er een lokaal energiesysteem dat gebruikmaakt van waterstof en wordt getest met het benutten van warmte uit rioolwater.
Anno 2022 wonen op het terrein twaalf mensen verspreid over acht huizen. In The Green Village staat een 30 meter lange hyperloopbuis van Hardt Hyperloop en een rijtjeshuis van het door studenten ontwikkelde concept Prêt-à-Loger.